# Frankrikes regering
Frankrikes regering (franska: Gouvernement de la République française) är den verkställande makten i den Franska republiken. Den består av Frankrikes premiärminister, som leder regeringen, och både juniora och seniora ministrar. De seniora ministrarna har titeln "minister" (franska: Ministres) medan de juniora ministrarna har titeln "statssekreterare" (franska: Secrétaires d'État). De seniora ministrarna och några av statssekreterarna bildar tillsammans ett ministerråd (franska: Conseil des ministres), med extra stora maktbefogenheter. Ordförande för ministerrådet är Frankrikes president, till skillnad från regeringen, men rådet leds ändå av premiärministern.